# Pietro Vesconte

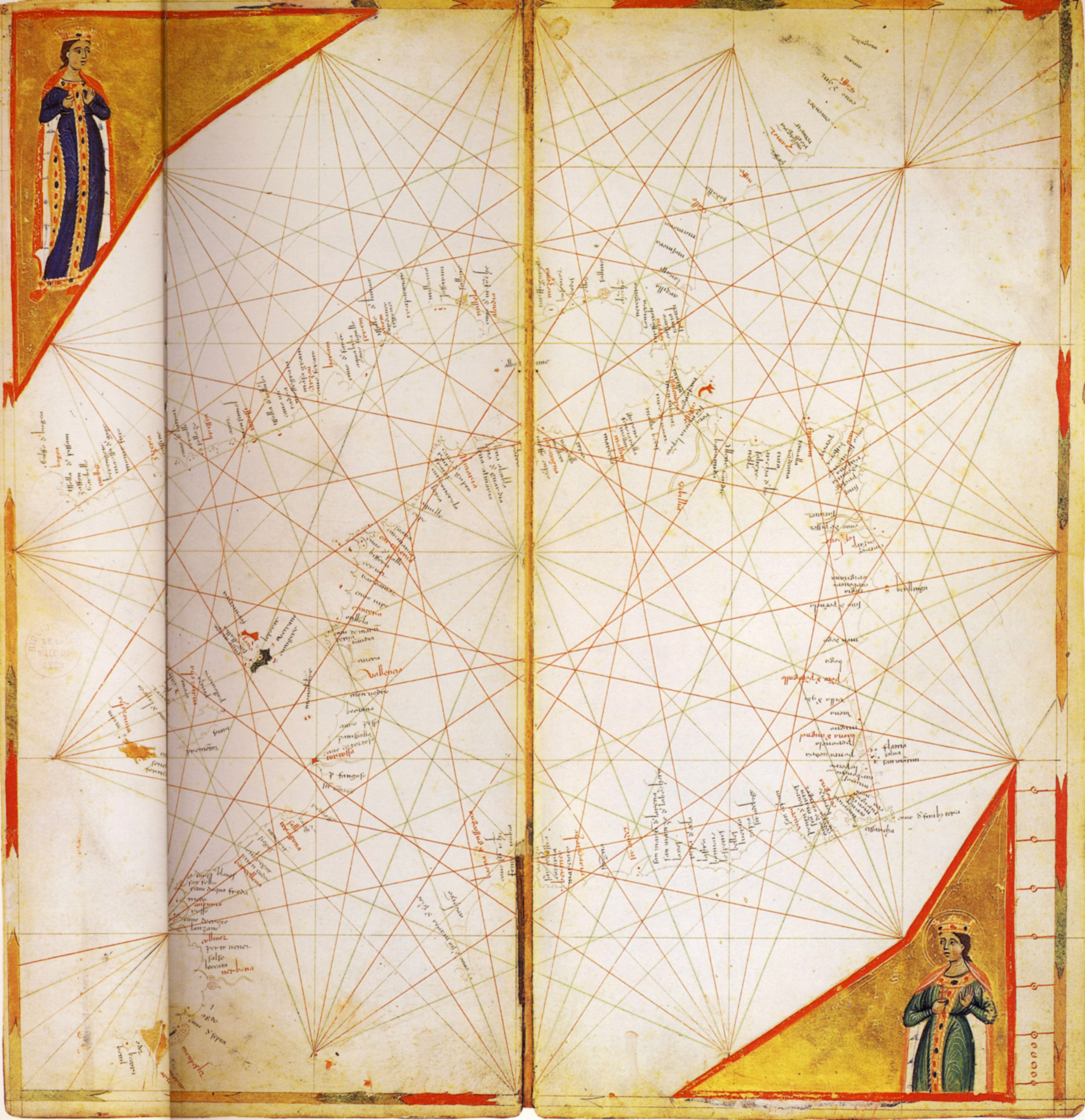
Carte de la péninsule ibérique, réalisée par Pietro Vesconte vers 1321 et conservée aux archives municipales de Lyon.

Pietro Vesconte est un cartographe génois, actif entre 1310 et 1330. Il est notamment célèbre pour ses portulans.

## Œuvres
- Atlas, 1313, Bibliothèque nationale de France.